# Schleise
Schleise ist eine Hofschaft von Wipperfürth im Oberbergischen Kreis im Regierungsbezirk Köln in Nordrhein-Westfalen (Deutschland).

## Lage und Beschreibung
Die Hofschaft liegt im Nordosten von Wipperfürth im Tal der Hönnige an der Kreisstraße K30. Nachbarorte sind Wasserfuhr, Hinterwurth und die bei Kupferberg gelegene Ortschaft Hammer. Im Osten fließt der in die Hönnige mündende Bach Schleise (Hönnige) vorbei. Unter der Hofschaft verläuft ein zum Bever-Block gehörender Stollen, der Wasser aus dem zum Mühlenteich Wasserfuhr aufgestauten Hönnige in die Schevelinger Talsperre leitet.
Politisch wird der Ort durch den Direktkandidaten des Wahlbezirks 12.1 (121) Kupferberg im Rat der Stadt Wipperfürth vertreten.

## Geschichte
Die Karte Topographia Ducatus Montani aus dem Jahre 1715 zeigt einen Hof und bezeichnet diesen mit „Schleisen“. Ab der Preußischen Neuaufnahme von 1894 bis 1896 wird der heute gebräuchliche Name „Schleise“ verwendet.

## Busverbindungen
Über die in Wasserfuhr gelegene Bushaltestelle der Linie 338 (VRS/OVAG) ist eine Anbindung an den öffentlichen Personennahverkehr gegeben.

## Wanderwege
Die vom SGV ausgeschilderten Wanderwege A2, X3: Talsperrenweg und der Wipperfürther Rundweg führen an der Hofschaft vorbei.